# 1672
1672 (MDCLXXII) je bilo prestopno leto, ki se je po gregorijanskem koledarju začelo na petek, po 10 dni počasnejšem julijanskem koledarju pa na ponedeljek.

## Dogodki
- kozaki in Turki zavzamejo poljsko Ukrajino.

## Rojstva
- 11. oktober - Pilip Orlik, hetman ukrajinskih kozakov († 1742)
- 29. oktober - Džang Tingju, kitajski politik in zgodovinar  († 1755)

## Smrti
- 27. december - Jacques Rohault, francoski filozof, matematik, fizik (* 1618)